# VDSL2

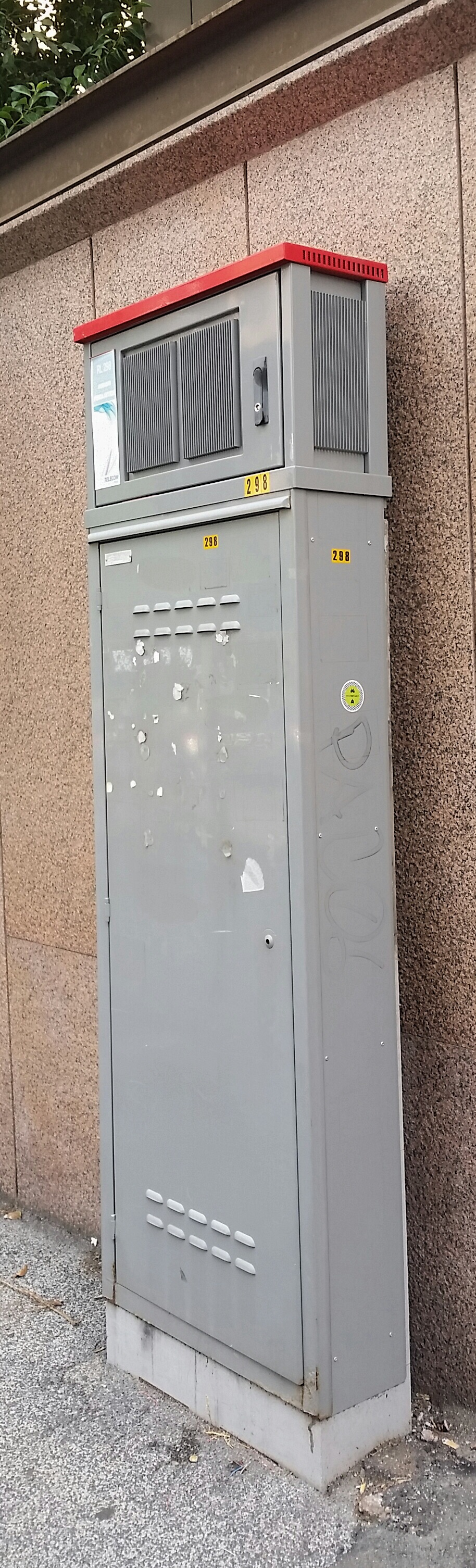
Шкаф VDSL2 поверх медного кабельного шкафа в Италии

VDSL2 (англ. Very high-speed Digital Subscriber Line 2 — «сверхвысокоскоростная цифровая абонентская линия 2») — технология доступа, которая использует существующую инфраструктуру медных проводов, первоначально развёрнутую для POTS. Сеть может быть развёрнута из центральных офисов, из питаемых волокном кабельных шкафов, расположенных около абонентского помещения, или в зданиях.
VDSL2 — это развитие технологии VDSL, предназначенное для поддержки широкого развёртывания сервисов Triple Play, таких как передача голоса, видео, данных, телевидения высокой чёткости (HDTV) и интерактивных игр. VDSL2 позволяет операторам и поставщикам услуг гибко и экономически эффективно модернизировать существующие xDSL инфраструктуры.
Протокол разработан Сектором стандартизации электросвязи МСЭ (МСЭ-Т) и стандартизирован в виде рекомендации G.993.2. Она была объявлена завершённой 27 мая 2005 года и впервые опубликована 17 февраля 2006 года. С 2007 по 2011 год было опубликовано несколько исправлений и поправок.
Рекомендация МСЭ-Т G.993.2 (VDSL2) является расширением G.993.1 (VDSL), что позволяет передавать асимметричный и симметричный трафик (входящий и исходящий) по витой паре с суммарной скоростью более 300 Мбит/с с использованием полосы пропускания до 35 МГц.
Скорость VDSL2 начинает быстро падать с теоретического максимума 250 Мбит/с до 100 Мбит/с на расстоянии 0.5 км и до 50 Мбит/с на расстоянии от 1 км. При этом, следует отметить, что падение скорости по отношению к расстоянию происходит значительно медленнее, чем в VDSL. Начиная с 1,6 км производительность VDSL2 равна ADSL2+ .
Большой радиус действия — одно из главных преимуществ VDSL2. Системы LR-VDSL2 могут обеспечивать скорость порядка 1-4 Мбит/с (downstream) на расстоянии 4-5 км, постепенно увеличивая скорость до симметричных 100 Мбит/с при уменьшении длины линии. Это означает, что VDSL2-системы, в отличие от VDSL1, не ограничиваются только короткими местными линиями, или линиями внутри здания, но также могут быть применяться на средних расстояниях.
Соединение (рекомендации МСЭ-Т G.998.x) может использоваться для объединения нескольких пар проводов для увеличения доступной ёмкости или расширения охвата медной сети. Сети с гибридным доступом позволяют объединять сети xDSL с беспроводными сетями. Это позволяет провайдерам предоставлять более быстрый доступ в Интернет по длинным линиям.

### Vplus/35b
Vplus — это технология, позволяющая достичь более высоких скоростей в существующих сетях VDSL2. Она была разработана компанией Alcatel-Lucent и стандартизирована в ноябре 2015 года в Поправке 1 к рекомендации МСЭ-Т G.993.2 как VDSL2 профиль 35b. Технология позволяет достичь скорости до 300 Мбит/с (downstream) и до 100 Мбит/с (upstream) на линиях короче 250 м. На более длинных линиях скорость Vplus сравнивается с VDSL2 17a. Vplus использует то же тоновое пространство, что и VDSL2 17a, что позволяет обеспечить векторизацию Vplus (35b) и 17a по одной и той же линии, и, таким образом, обеспечить смешанное развёртывание и плавный переход на Vplus.

## Разработка концепции
Концепция VDSL была впервые опубликована в 1991 году как совместное исследование Bellcore-Stanford. В ходе исследования был проведён поиск потенциальных преемников широко распространённого в то время HDSL и относительно нового ADSL, скорость которых составляла 1,5 Мбит/с. В частности, исследовалась возможность достижения симметричных и асимметричных скоростей передачи данных более 10 Мбит/с на коротких телефонных линиях.
Стандарт VDSL2 является расширением рекомендации МСЭ-Т G.993.1, который поддерживает асимметричную и симметричную передачу с двунаправленной сетевой скоростью передачи данных до 400 Мбит/с на витых парах с использованием полосы пропускания до 35 МГц.

## Профили
VDSL2 — довольно сложный протокол. Стандарт определяет широкий диапазон профилей, которые могут использоваться в различной архитектуре развёртывания VDSL: в центральном офисе, в кабинете или в здании.

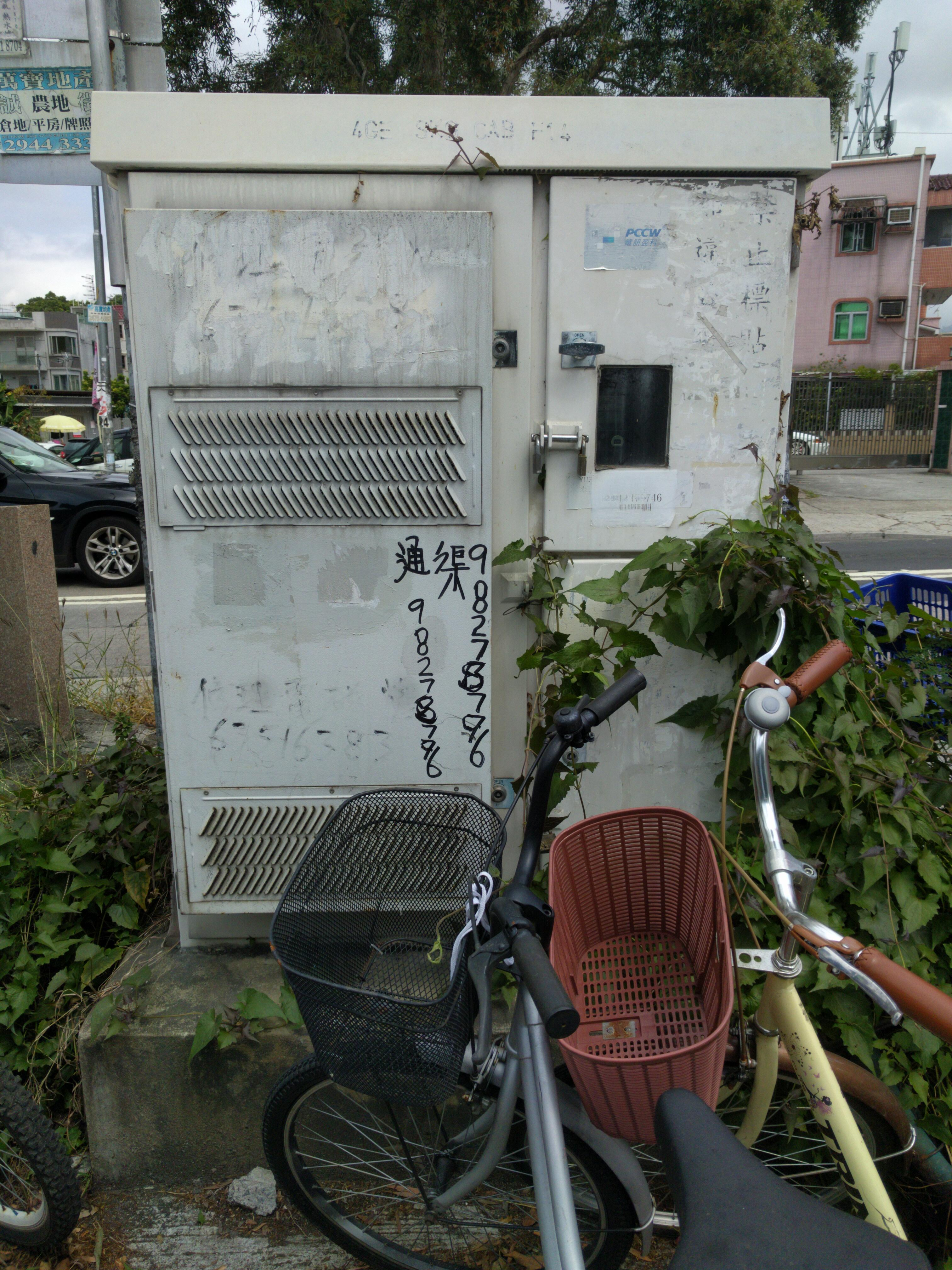
Установленная PCCW в Pat Heung, Гонконг, камера VDSL2 DSLAM.

| Профиль | Диапазон частот (обработка сигнала) (МГц) | Количество несущих | Шаг несущих (кГц) | Мощность (дБм) | Макс. скорость вход (Мбит/с) | Макс. скорость исход (Мбит/с) |
| ------- | ----------------------------------------- | ------------------ | ----------------- | -------------- | ---------------------------- | ----------------------------- |
| 8a      | 8.832                                     | 2048               | 4.3125            | +17.5          | 50                           | 16                            |
| 8b      | 8.832                                     | 2048               | 4.3125            | +20.5          | 50                           | 16                            |
| 8c      | 8.500                                     | 1972               | 4.3125            | +11.5          | 50                           | 16                            |
| 8d      | 8.832                                     | 2048               | 4.3125            | +14.5          | 50                           | 16                            |
| 12a     | 12                                        | 2783               | 4.3125            | +14.5          | 68                           | 22                            |
| 12b     | 12                                        | 2783               | 4.3125            | +14.5          | 68                           | 22                            |
| 17a     | 17.664                                    | 4096               | 4.3125            | +14.5          | 100                          | 50                            |
| 30a     | 30.000                                    | 3479               | 8.625             | +14.5          | 200                          | 50                            |
| 35a     | 35.328                                    | 8192               | 4.3125            | +17.0          | 250                          | 50                            |
| 35b     | 35.328                                    | 8192               | 4.3125            | +17.0          | 300                          | 50                            |

## VDSL2 векторизация
Векторизация — это метод передачи, который использует координацию линейных сигналов для снижения уровней перекрёстных помех и повышения производительности. Он основан на принципе шумоподавления, очень похожей на шумоподавляющие наушники. Рекомендация МСЭ-Т G.993.5 «Шумоподавление Self-FEXT (векторизация) для использования с VDSL2 передатчиками» (2010), также известный как G.vector, описывает векторизацию VDSL2. Для сферы применения в Рекомендации МСЭ-Т G.993.5 конкретно ограничена шумоподавлением self-FEXT (far-end crosstalk) в направлениях downstream и upstream. Перекрёстные помехи на дальнем конце (FEXT), генерируемые группой приёмопередатчиков ближнего конца и мешающие приёмопередатчикам дальнего конца этой же группы, подавляются. Это подавление происходит между трансиверами VDSL2, не обязательно одного и того же профиля. Эта технология аналогична G.INP и бесшовной адаптации скорости (SRA).
Хотя технически это возможно, в данный момент векторизация несовместима с разделением локальных циклов, но будущие поправки стандарта могут предоставить решение.

## Развитие в России
В ноябре 2010 года начал действовать первый этап программы-модернизации сетей ЦТК («Ростелеком»). Модернизация происходит за счёт внедрения технологии VDSL2.
1 ноября 2011 года стартует второй этап программы-модернизации сетей ЦТК («Ростелеком»).
Развитие сетей VDSL прекращено в 2012 году в пользу FTTB.

## См. также

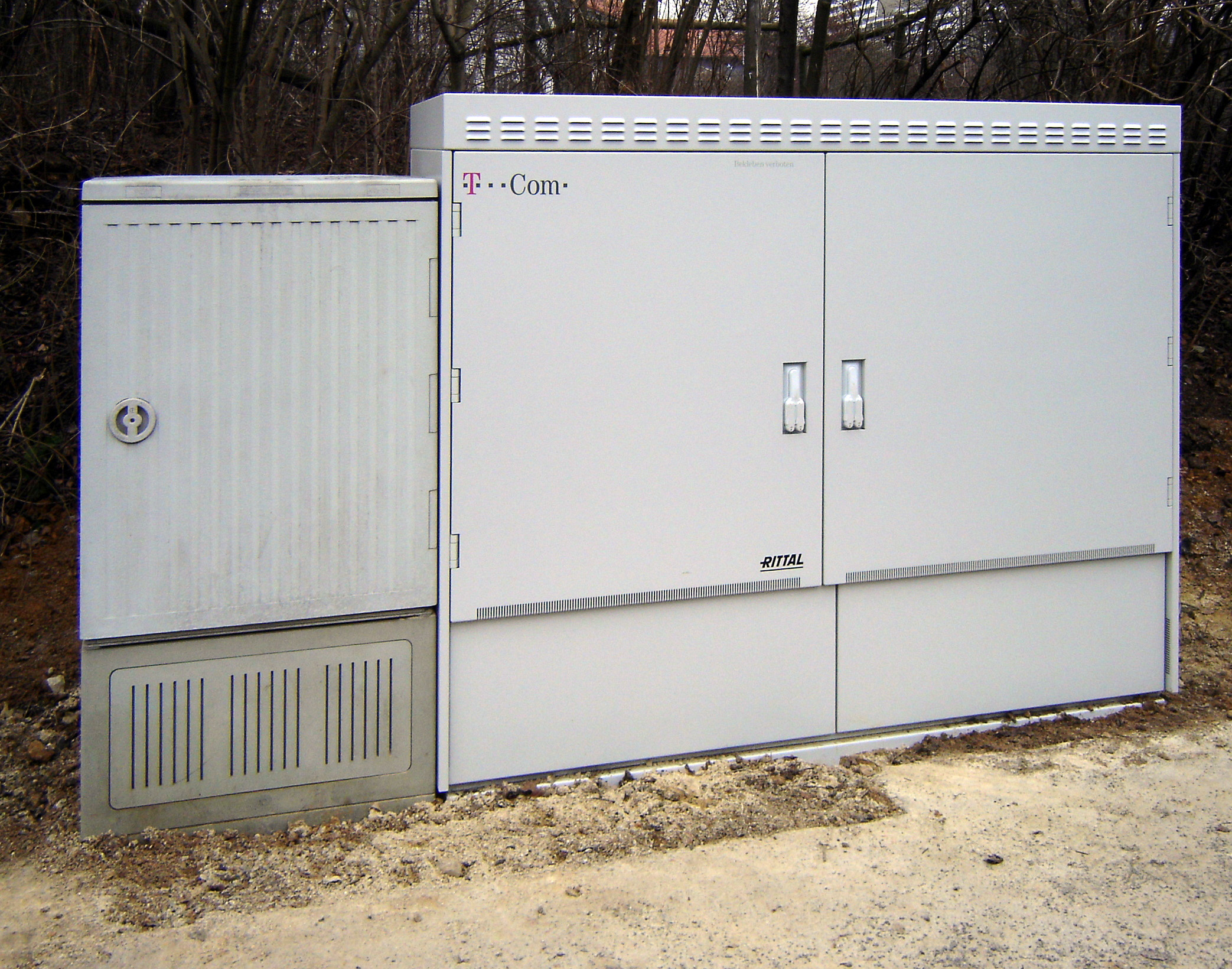
Deutsche Telekom Outdoor-DSLAM